# Inna Matveyeva
Inna Matveyeva est une joueuse kazakhe de volley-ball  née le 12 octobre 1978 à Leninogorsk. Elle mesure 1,86 m et joue au poste de réceptionneuse-attaquante. Elle totalise 17 sélections en équipe du Kazakhstan.

## Clubs
| Club                   | De        | À         |
| ---------------------- | --------- | --------- |
| Pulse Pavlodar         | 1995-1996 | 1996-1997 |
| Dynamo Alma-Ata        | 1997-1998 | 1998-1999 |
| Stinol Lipetsk         | 2000-2001 | 2001-2002 |
| Pulse-Kazkhrom         | 2003-2004 | 2003-2004 |
| Rahat CSKA             | 2004-2005 | 2007-2008 |
| Nilüfer Belediye Bursa | 2008-2009 | 2008-2009 |
| Samorodok Khabarovsk   | 2009-2010 | 2009-2010 |
| Le Cannet-Rocheville   | 2010-2011 | 2010-2011 |
| Irtych-Kazkhrom        | 2011-2012 | 2014-2015 |
| VK Altaï               | 2015-2016 | …         |

## Palmarès

### Équipe nationale
- Championnat d'Asie et d'Océanie
  - Finaliste : 2005.

### Clubs
- Championnat du Kazakhstan
  - Vainqueur : 2016, 2017.
  - Finaliste : 2014, 2015.
- Supercoupe du Kazakhstan
  - Vainqueur : 2016.
- Coupe de France
  - Finaliste : 2011.

### Distinctions individuelles
- Championnat féminin AVC des clubs 2017 : Meilleure réceptionneuse-attaquante.